# ТЕС Крівіна
ТЕС Крівіна – колишня теплова електростанція в Румунії, яка знаходилась на південному заході країни в повіті Караш-Северин.
Станцію спорудили з розрахунку на використання місцевих запасів горючих сланців, які в обсязі 4 млн тон на рік мала постачати копальня Аніна. За проектом передбачалось звести три енергоблоки з паровими турбінами потужністю по 330 МВт.
Перший блок ввели в роботу у 1984-му. Через низьку якість палива він так і не зміг досягнути проектної потужності та працював із перебоями. До 1988-го блок відробив лише 8000 годин (11 місяців), після чого його генератор був відправлений на ремонт, звідки так і не повернувся та був використаний для потреб ТЕС Ровінарі.
Що стосується другого блоку, то до припинення проекту на майданчик встигли завести окреме його обладнання, тоді як спорудження третього блоку так і не починалось.
Наразі споруди станції повністю демонтовані, включно із димарем висотою 220 метрів.